# 폼비 트왈라

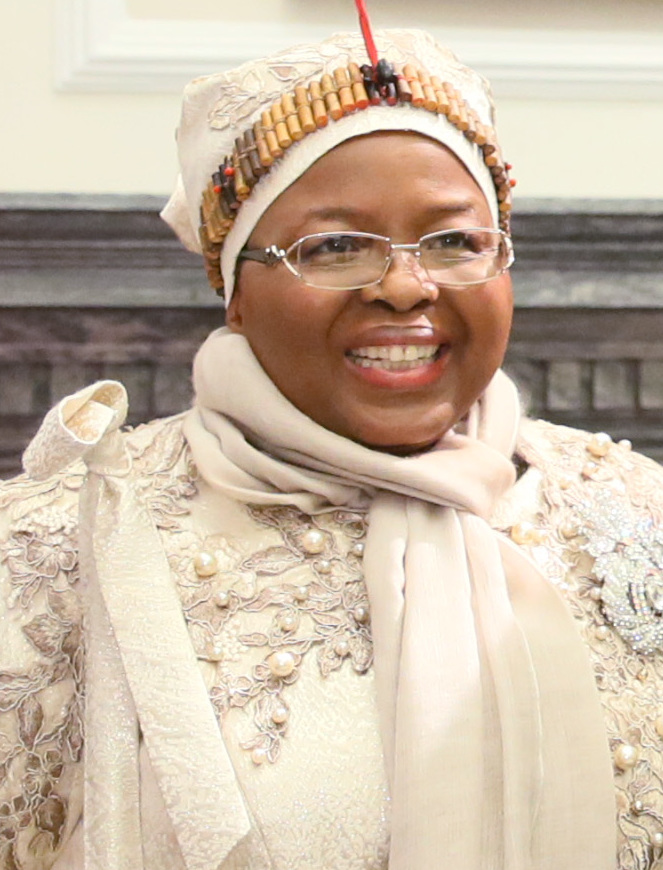
2016년 모습

폼비 트왈라(Ntfombi Tfwala, 1949년 12월 27일)는 1986년부터 에스와티니의 여왕 어머니였다. 또한 1983년부터 1986년까지 에스와티니의 섭정이었다. 음스와티 3세 국왕의 어머니이다.